# An Giang (Hải Dương)
An Giang is een gehucht in het district Tứ Kỳ, een van de districten in de Vietnamese provincie Hải Dương. De provincie Hải Dương ligt in het noordoosten van Vietnam, wat ook wel Đồng bằng sông Hồng wordt genoemd. An Giang is een onderdeel van thị trấn Tứ Kỳ en ligt ongeveer 14 kilometer zuidelijk van de provinciehoofdstad Hải Dương.